# Poloměsíčitá chlopeň

Aortální chlopeň mezi levou komorou a aortou je jedna ze dvou lidských poloměsíčitých chlopní

Poloměsíčité chlopně (latinsky valvulae semilunares) jsou srdeční chlopně umístěné mezi srdeční komorou a tepnami, jež z něho vychází. Mihule, sliznatky, paryby, ryby a obojživelníci mají jednu komoru a tudíž pouze jednu poloměsíčitou chlopeň. U plazů, ptáků a savců se nachází jedna poloměsíčitá chlopeň mezi levou komorou a aortou a druhá poloměsíčitá chlopeň mezi pravou komorou a plicnicí.

## Anatomie člověka
Každá poloměsíčitá chlopeň je tvořena obvodovým vazivovým prstencem, na který se zevnitř upínají tři kapsy poloměsíčitého tvaru. Kvůli nim je prstenec trojitě zakřivený (podle průběhu na něm upnutých kapes). Poloměsíčitá chlopeň v levé komoře se označuje jako aortální chlopeň (valva aortae), v pravé komoře je plicnicová chlopeň (valva trunci pulmonalis).